# Albert von Pfister

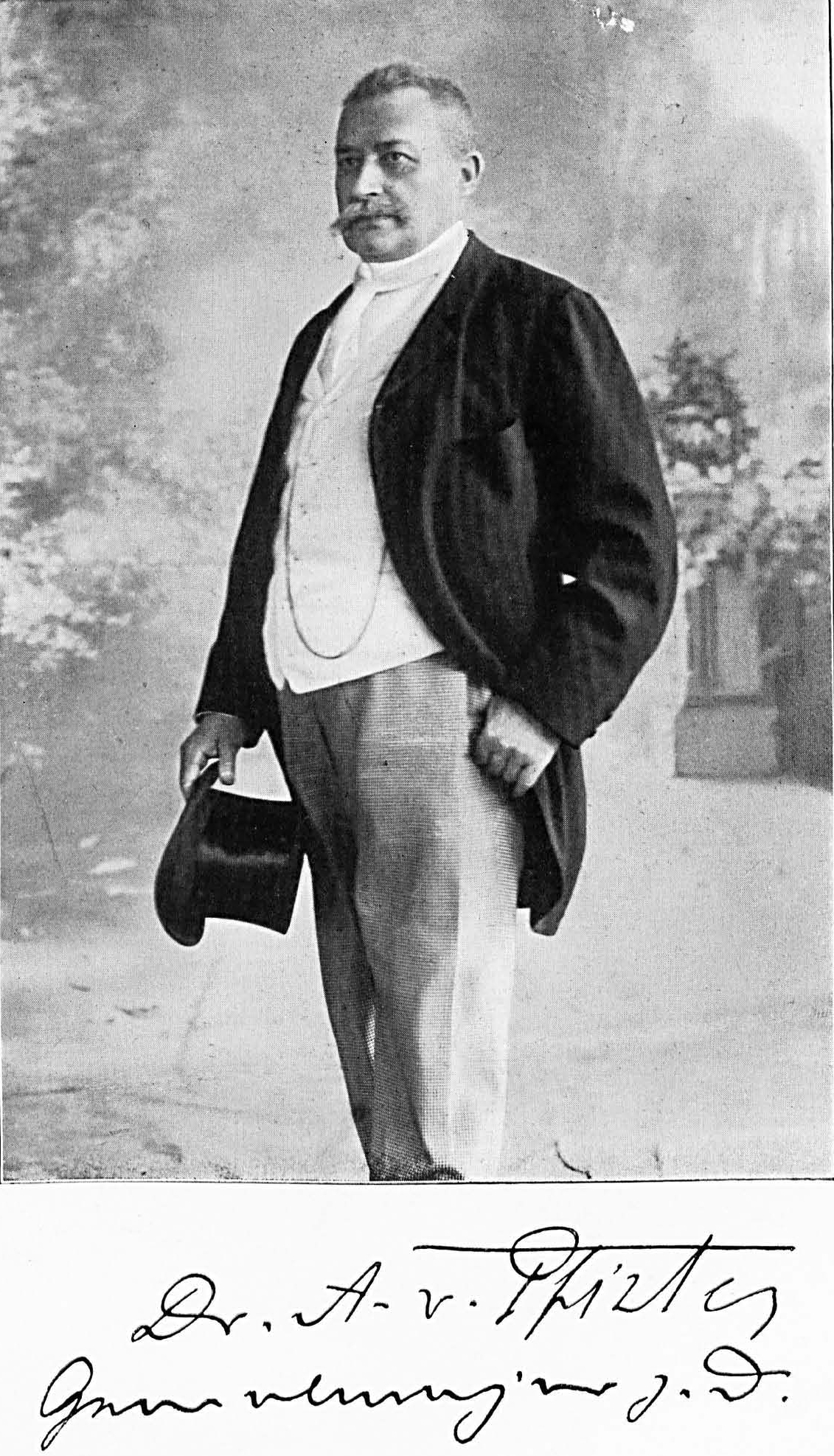
Albert von Pfister

Albert Pfister, seit 1888 von Pfister, (* 6. Mai 1839 in Münster; † 19. Oktober 1907 in Trossingen) war ein württembergischer Generalmajor und Schriftsteller.

## Leben

### Familie
Pfister war der älteste Sohn des Pfarrers von Mergentheim. Sein Großvater war der Historiker und Generalsuperintendent von Tübingen Johann Christian von Pfister. Pfister heiratet am 2. Februar 1872 Emma Fischer aus Ludwigsburg, Tochter des Brauereibesitzers Adolf Fischer. Sie ist am 20. Februar 1852 geboren und stirbt am 11. Juli 1926 in Cannstatt. Das Ehepaar ist in Stuttgart beerdigt.

### Militärkarriere
Zunächst besuchte er die Lateinschule in Waiblingen und trat 1853 in das theologische Seminar Blaubeuren ein. Nach vier Jahren wechselte Pfister nicht an die Universität, sondern kam als Kadett an die Kriegsschule Ludwigsburg. 1859 wurde er als Portepeefähnrich im 8. Infanterie-Regiment der Württembergischen Armee angestellt und im gleichen Jahr bei der Mobilmachung anlässlich des Sardinischen Krieges zum Leutnant befördert. 1862 ließ er sich auf ein Jahr beurlauben, um die Universität Tübingen zu besuchen, wo er Geschichte studierte und durch den dort lehrenden Historiker Reinhold Pauli maßgeblich beeinflusst wurde. Anschließend wurde er Lehrer für Geographie an der Kriegsschule Ludwigsburg. Diese Tätigkeit wurde 1866 durch die Teilnahme als Oberleutnant und Bataillonsadjutant während des Krieges gegen Preußen unterbrochen. Während des Krieges gegen Frankreich gehörte Pfister 1870/71 der Landwehr in Ulm an. 1872 wurde er zum Hauptmann befördert und als Kompaniechef in das 1. Württembergische Infanterie-Regiment Nr. 119 versetzt. Daran schloss sich eine Verwendung im 2. Württembergischen Infanterie-Regiment Nr. 120 an, wo Pfister 1880 den Charakter als Major und am 23. Mai 1881 unter Ernennung zum etatmäßigen Stabsoffizier das Patent zu seinem Dienstgrad erhielt. Nach einer Verwendung als Bataillonskommandeur im Grenadier-Regiment „Königin Olga“ (1. Württembergisches) Nr. 119 wurde Pfister am 19. Januar 1885 etatmäßiger Stabsoffizier im 8. Infanterie-Regiment Nr. 126. Mit der Verleihung des Ehrenkreuzes des Ordens der Württembergischen Krone wurde er am 24. März 1888 durch König Karl in den persönlichen Adelsstand erhoben und durfte sich nach der Eintragung in die Adelsmatrikel „von Pfister“ nennen.
Am 1. Juli 1889 wurde Pfister als Oberstleutnant unter Stellung à la suite seines Regiments nach Preußen kommandiert und zum etatmäßigen Stabsoffizier im Grenadier-Regiment „Graf Kleist von Nollendorf“ (1. Westpreußisches) Nr. 6 in Posen ernannt. Von diesem Kommando am 24. März 1890 entbunden, kehrte Pfister nach Württemberg zurück und wurde am 10. Juni 1890 zum Kommandeur des Infanterie-Regiments „König Wilhelm“ (6. Württembergisches) Nr. 124 ernannt. In dieser Stellung zum Oberst befördert, wurde er Anfang März 1893 in Genehmigung seines Abschiedsgesuches unter Verleihung des Charakters als Generalmajor mit der gesetzlichen Pension zur Disposition gestellt.
Nach seiner Verabschiedung erhielt Pfister in Würdigung seiner langjährigen Verdienste am 3. November 1900 den Kronenorden II. Klasse.

### Schriftsteller
Bereits während seiner aktiven Militärzeit veröffentlichte Pfister verschiedene kriegsgeschichtliche Werke. Nach seiner Verabschiedung war er ausschließlich schriftstellerisch tätig. Er erhielt 1895 ein Ehrendoktorat der Philosophischen Fakultät der Universität Tübingen sowie am 29. April 1905 die Würde eines Dr. jur. h. c. durch die Johns Hopkins University, Baltimore.

## Schriften
- Denkwürdigkeiten aus der Württembergischen Kriegsgeschichte des XVIII. und XIX. Jahrhunderts im Anschluß an die Geschichte des 8. Infanterie-Regiments. Grüninger, Stuttgart 1868. Internet Archive
- Geschichte des 1. Württembergischen Infanterieregiments (Grenadierregiment Königin Olga) Nr. 119. Krin, Stuttgart 1875.
- Das Infanterieregiment Kaiser Wilhelm, König von Preußen (2. Württ.) No. 120. Metzler, Stuttgart 1881.
- Der Milizgedanke in Württemberg und die Versuche zu seiner Verwirklichung. Kohlhammer Verlag, Stuttgart 1883.
- Das Regiment zu Fuss. Alt-Württemberg im kaiserlichen Dienst auf Sicilien in den Jahren 1719–1720. in: Militär-Wochenblatt. E.S. Mittler & Sohn, Berlin 1885
- König Friedrich von Württemberg und seine Zeit. Kohlhammer Verlag, Stuttgart 1888. Internet Archive
- Drei Schwaben in fremden Kriegsdiensten. Graf Harrsch, Herwarth von Bittenfeld, Joh. Jak. Wunsch. D. Gundert Verlag, Stuttgart 1895.
- Aus dem Lager des Rheinbunds 1812 und 1813. Deutsche Verlags-Anstalt, Stuttgart 1897.
- Aus dem Lager der Verbündeten 1814 und 1815. Deutsche Verlags-Anstalt, Stuttgart 1897. Internet Archive
- Das deutsche Vaterland im 19. Jahrhundert. Deutsche Verlags-Anstalt, Stuttgart 1900.
- Pfarrers Albert, Fundstücke aus der Knabenzeit. Verlag der Union Deutscher Verlags-Gesellschaft, Stuttgart 1901.
- Deutsche Zwietracht, Erinnerungen aus meiner Leutnantszeit 1859–1869. Cotta Verlag, Stuttgart 1902
- Die amerikanische Revolution 1775–1783. Entwicklungsgeschichte der Grundlagen zum Freistaat wie zum Weltreich unter Hervorhebung des Deutschen Anteils. Zwei Bände, Cotta`sche Buchhandlung, Stuttgart/Berlin 1904.
  - 1. Band Internet Archive
  - 2. Band Internet Archive
- Nach Amerika im Dienste Schillers. Der Volksfreundschaft gewidmet. Cotta’sche Buchhandlung Nachfolger, Stuttgart 1906. Internet Archive
- Kaiser Wilhelm I. und seine Zeit. Velhagen & Klasing, Bielefeld 1906. Internet Archive